# Aristolochia serpentaria
Aristolochia serpentaria är en piprankeväxtart som beskrevs av Carl von Linné. Aristolochia serpentaria ingår i släktet piprankor, och familjen piprankeväxter. Inga underarter finns listade i Catalogue of Life.